# Ielizavétinskoie
Ielizavétinskoie (en rus: Елизаветинское) és un poble del krai de Stàvropol, a Rússia, que el 2017 tenia 2.998 habitants. Pertany al districte rural de Blagodarni.